# آندژی گائوا
آندژی گائوا (لهستانی: Andrzej Gałła؛ زادهٔ ۱۷ فوریه ۱۹۵۲) بازیگر اهل لهستان است.
از فیلم‌ها یا مجموعه‌های تلویزیونی که وی در آن‌ها نقش داشته‌است، می‌توان به جهان به روایت خانواده کیپسکی، موج جرم و جنایت، عشق اول، شمش‌سازان، در خوشی و سختی، درخت سحرآمیز، دهن‌به‌دهن، هتل ۵۲، خانهٔ کشیش، پدر متیو، رفتارشناس، فرانکنشتاین، بی‌شرم و ۸۰ میلیون اشاره نمود.